# Bence Boros
Bence Boros (* 24. Dezember 1996) ist ein ungarischer Leichtathlet, der sich auf den Sprint spezialisiert hat.

## Sportliche Laufbahn
Erste internationale Erfahrungen sammelte Bence Boros im Jahr 2015, als er bei den Junioreneuropameisterschaften in Eskilstuna mit der ungarischen 4-mal-100-Meter-Staffel im Vorlauf disqualifiziert wurde. 2017 belegte er bei den U23-Europameisterschaften in Bydgoszcz mit 50,97 s den siebten Platz mit der Staffel und bei den Europaspielen 2019 in Minsk erreichte er nach 10,63 s Rang 18 im 100-Meter-Lauf. 2021 startete er im 60-Meter-Lauf bei den Halleneuropameisterschaften in Toruń und schied dort mit 6,69 s aus. 2023 wurde er bei der 2. Liga der Team-Europameisterschaft im Rahmen der Europaspiele in Chorzów in 10,64 s Achter über 100 Meter und wurde in 39,67 s Dritter in der 4-mal-100-Meter-Staffel. Im August schied er bei den Weltmeisterschaften in Budapest mit 10,70 s in der ersten Runde über 100 Meter aus und verpasste mit der Staffel mit 39,55 s den Finaleinzug.
In den Jahren 2014, 2016 und 2019 wurde Boros ungarischer Meister in der 4-mal-100-Meter-Staffel sowie 2019 auch im 200-Meter-Lauf. Zudem wurde er 2019 Hallenmeister über 200 Meter sowie 2021 im 60-Meter-Lauf.

## Persönliche Bestzeiten
- 100 Meter: 10,40 s (0,0 m/s), 31. August 2019 in Budapest
  - 60 Meter (Halle): 6,62 s, 20. Februar 2021 in Budapest
- 200 Meter: 20,92 s (+1,0 m/s), 8. Juni 2019 in Budapest
  - 200 Meter (Halle): 21,73 s, 17. Februar 2019 in Budapest